# Остерија Руђери (Болоња)
Остерија Руђери (итал. Osteria Ruggeri) је насеље у Италији у округу Болоња, региону Емилија-Ромања.
Према процени из 2011. у насељу је живело 15 становника. Насеље се налази на надморској висини од 685 м.